# Waag (Sloten)
De waag van Sloten is een voormalig waaggebouw in de Friese plaats Sloten. Het huidige pand dateert uit 1759. 

## Geschiedenis
Reeds in 1422 wordt Sloten vermeld als stad en er waren dan ook een aantal stedelijke voorzieningen als een stadhuis, een Latijnse school en een waag. De waag van Sloten bevond zich in de 18e eeuw in het stadhuis van Sloten tot deze verplaatst werd naar de andere zijde van de gracht. Daar werd de waag ondergebracht in een eenvoudig pand uit 1759 op de hoek van de Dubbelstraat en de Kapelstreek. Dit pand heeft mogelijk een 17e-eeuwse kern. Het pand heeft muren van Friese geeltjes en kreeg rond 1870 een neoclassicistische lijstgevel met rode steen aan de westzijde. In 1887 is het pand eigendom van de stad Sloten en wordt het vermeld als "botenwaag".

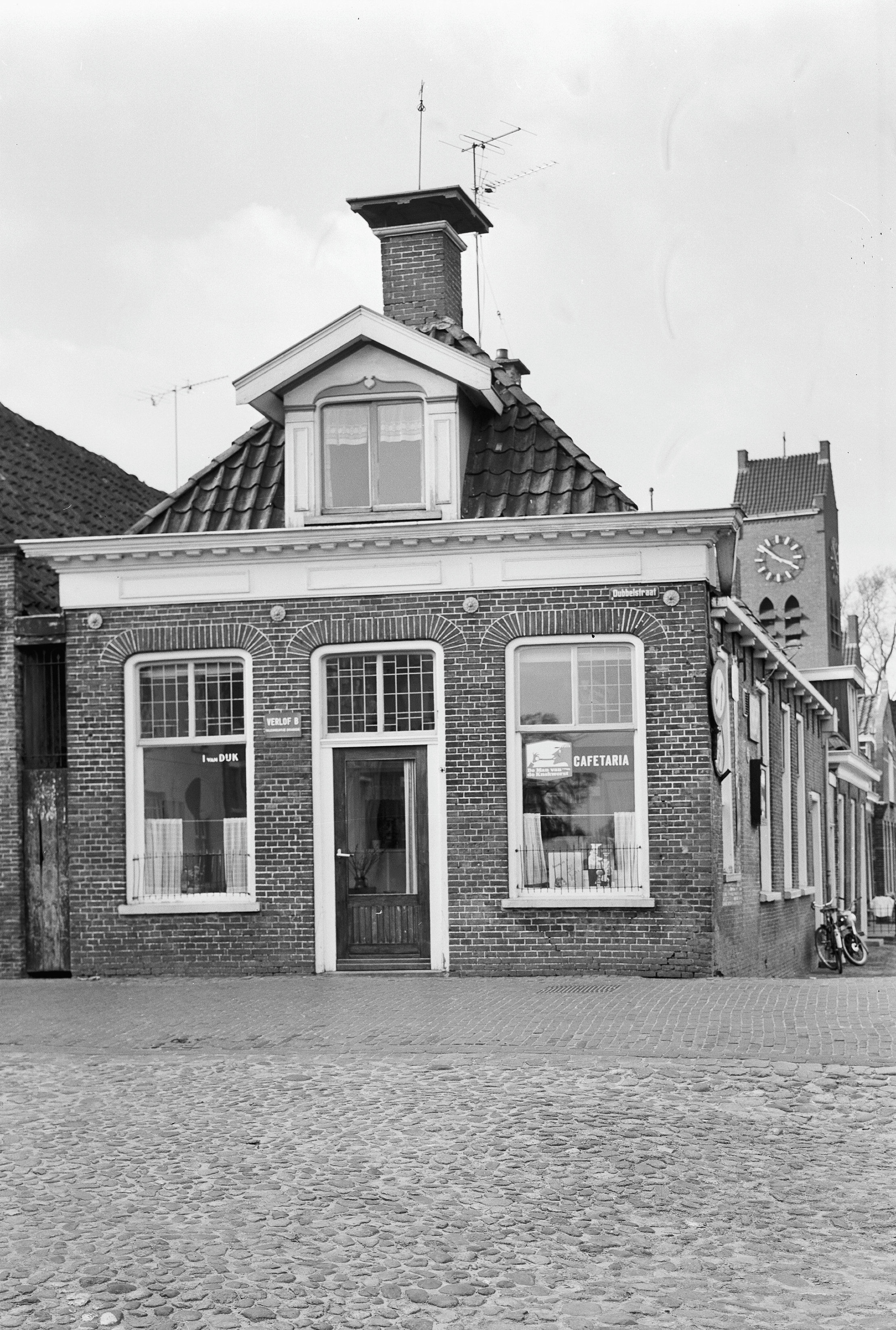
Voorgevel van het voormalige waaggebouw in 1967.
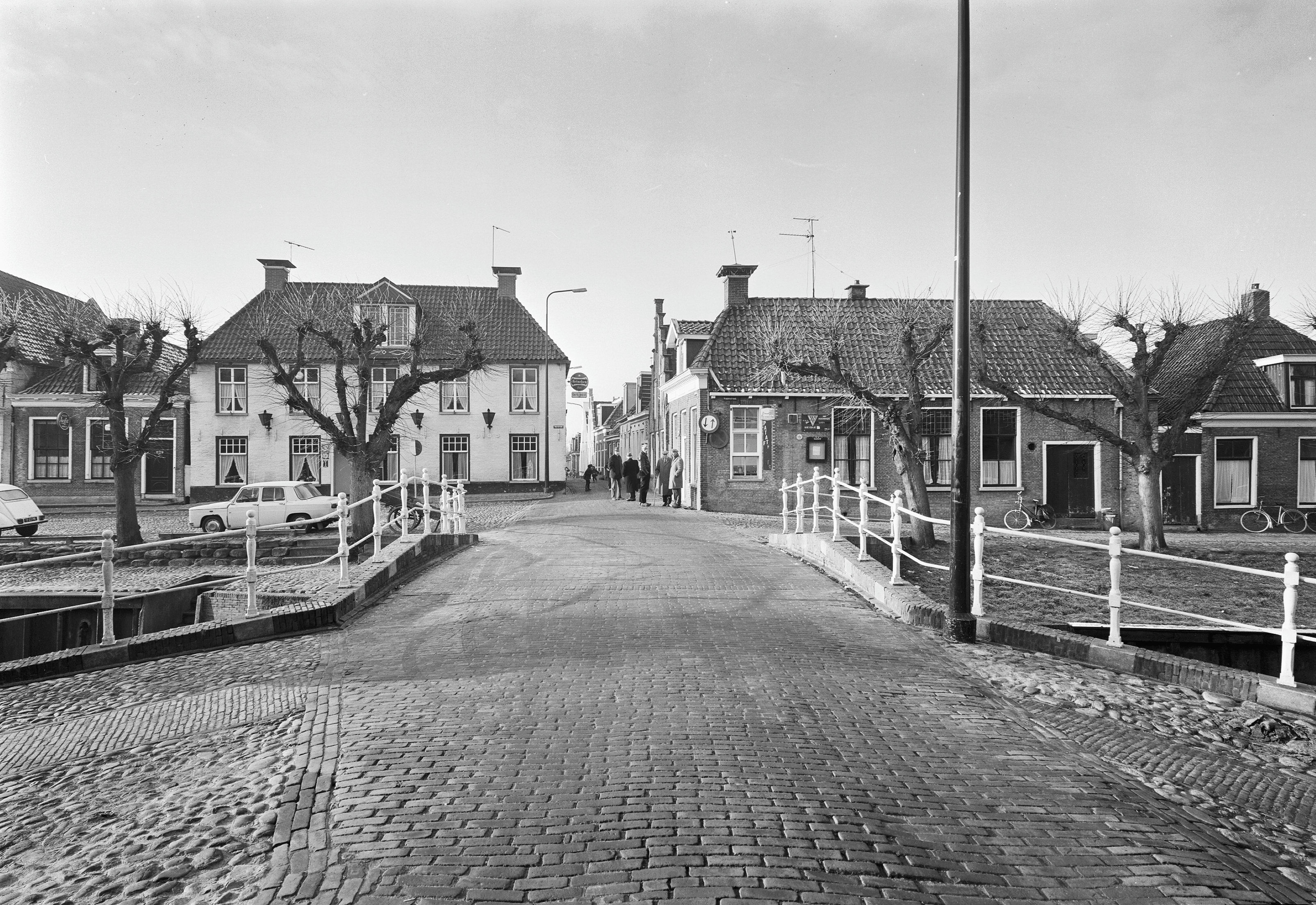
Het voormalige waaggebouw van Sloten rechts en de herberg "De Zeven Wouden" links in 1970.